# Marino Marini (beeldhouwer)
Marino Marini (Pistoia, 27 februari 1901 – Viareggio, 6 augustus 1980) was een Italiaanse beeldhouwer. Hij geldt als een van de bekendste Italiaanse beeldhouwers van de moderne tijd.

## Levensloop

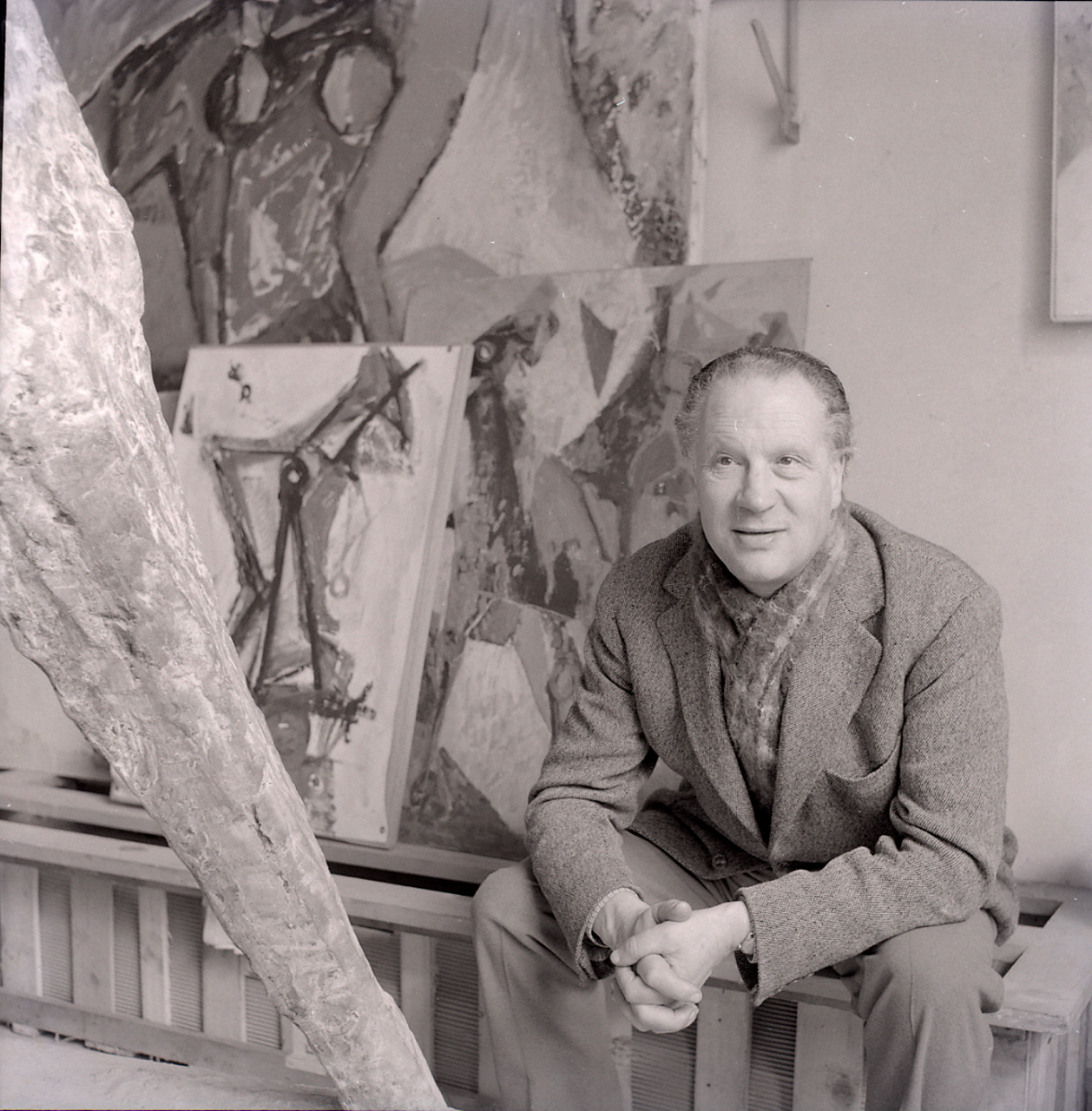
Marino Marini, photo by Paolo Monti, 1963

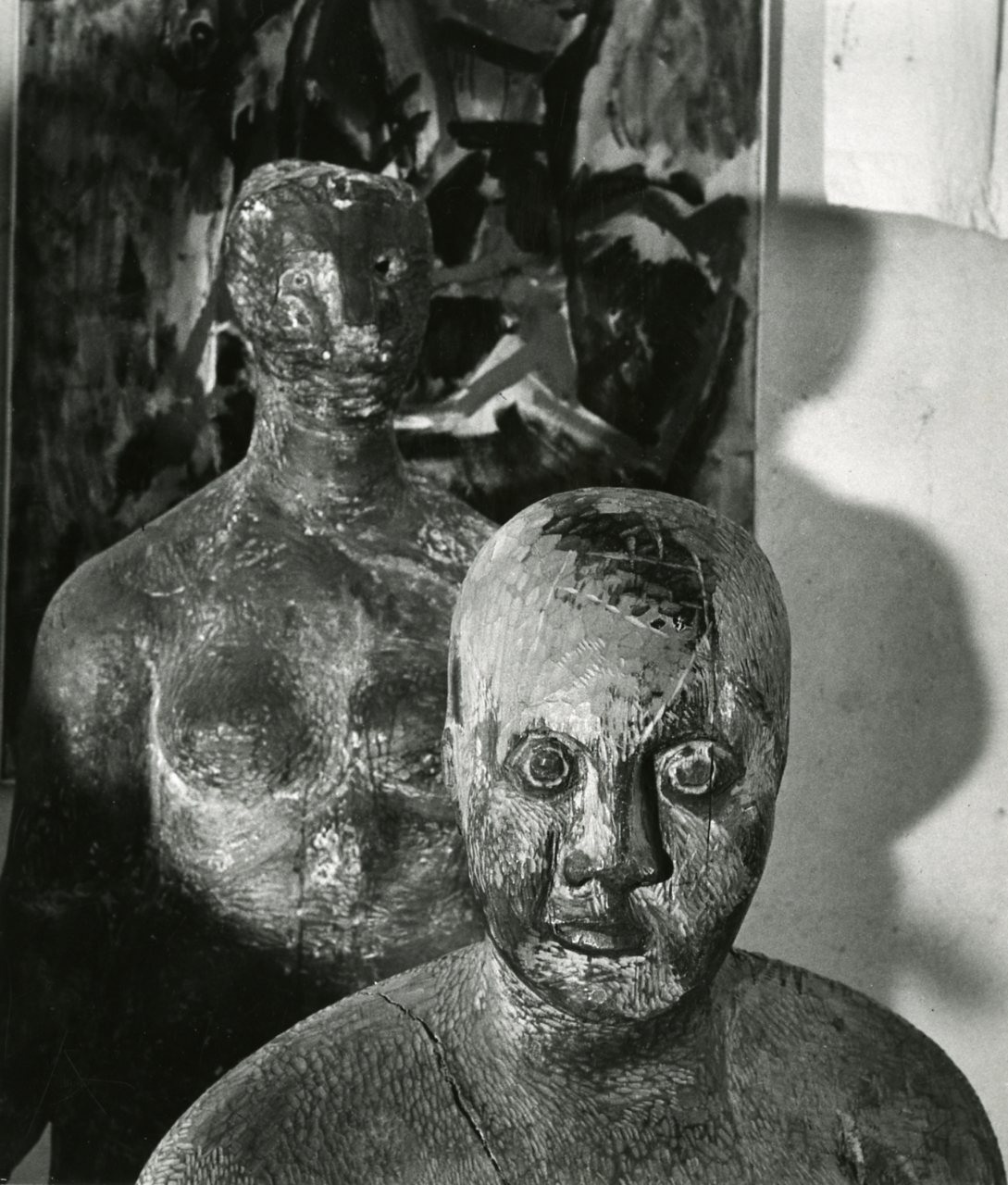
Marino Marini, busts. photo by Paolo Monti, 1963

Hij begon zijn studie in 1917 aan de Accademia di Belle Arti in Florence. Alhoewel hij ook schilderde en tekende, was beeldhouwen toch zijn voornaamste kunstuiting. Hij werd in zijn werk vooral beïnvloed door de beeldhouwer Arturo Martini. Van 1929 tot 1940 was Marini de opvolger van Martini als hoogleraar aan de Scuola d'Arte di Villa Reale in Monza bij Milaan. Gedurende deze jaren reisde hij veelvuldig naar Parijs, waar hij onder andere kennis maakte met Massimo Campigli, Giorgio de Chirico en Alberto Magnelli.
In 1935 won hij de Quadriennale di Roma en in 1936 verhuisde Marini naar Zwitserland, waar hij in Zürich en Bazel de beeldhouwers Alberto Giacometti, Germaine Richier en Fritz Wotruba veelvuldig trof. In 1940 volgde zijn benoeming tot hoogleraar beeldhouwkunst aan de Accademia di Belle Arti di Brera in Milaan. Daar vestigde hij zich ook in 1946.
Zijn deelname aan een expositie in New York in 1950 leidde tot ontmoetingen met kunstenaars als Hans Arp, Max Beckmann, Alexander Calder, Lyonel Feininger en Jacques Lipchitz. In Europa bezocht hij de beeldhouwer Henry Moore te Londen en stelde werken tentoon in Hamburg en München. Hij werd uitgenodigd voor de documenta 1 in 1955 en III in 1964 in Kassel.

## Zijn werk
Marino Marini werd geïnspireerd door de archaïsche periode in Griekenland en door de vormgeving van de Etruskische kunst. De motieven vrouwelijk naakt, portretbustes en ruiters te paard zijn de centrale thema's van Marini's werk. Zijn werk werd in de loop der jaren steeds abstracter.
Zijn werken bevinden zich in alle grote musea en beeldenparken, alsmede in vele steden in de openbare ruimte, in de gehele wereld. Werk van Marino Marini is in Nederland o.a. te zien in:
- Museum de Fundatie, Zwolle
- Kröller-Müller Museum
- Marinipark te Den Haag

### Angelo della città
Marini is vooral bekend geworden door zijn beeld "Angelo della Città" (1948), dat zich bevindt in Venetië in de Peggy Guggenheim Collection, en wel op het terras van het Palazzo Venier dei Leoni: een recht gestileerd paard met een gedrongen, naakte ruiter die vijf ledematen uitstrekt.

### Il Grande Miracolo
Het beeld "Il Grande Miracolo" (1953) maakt deel uit van de Internationale Beelden Collectie in Rotterdam. De commissie van aankoop zag het beeld destijds bij een overzichtstentoonstelling in 1955 in Museum Boijmans Van Beuningen en plaatste het beeld als autonoom kunstwerk. Pas later, in 1958, werd het beeld onderdeel van een herdenkingsmonument op de locatie Pleinweg/Mijnsherenlaan.

### Miracolo
In het Beeldenpark van de Pinakotheken München bevindt zich het werk Miracolo van 1959/1960 (ingang Neue Pinakothek). Dit werk staat ook bij het Kunsthaus Zürich in de Zwitserse stad Zürich.

## Fotogalerij

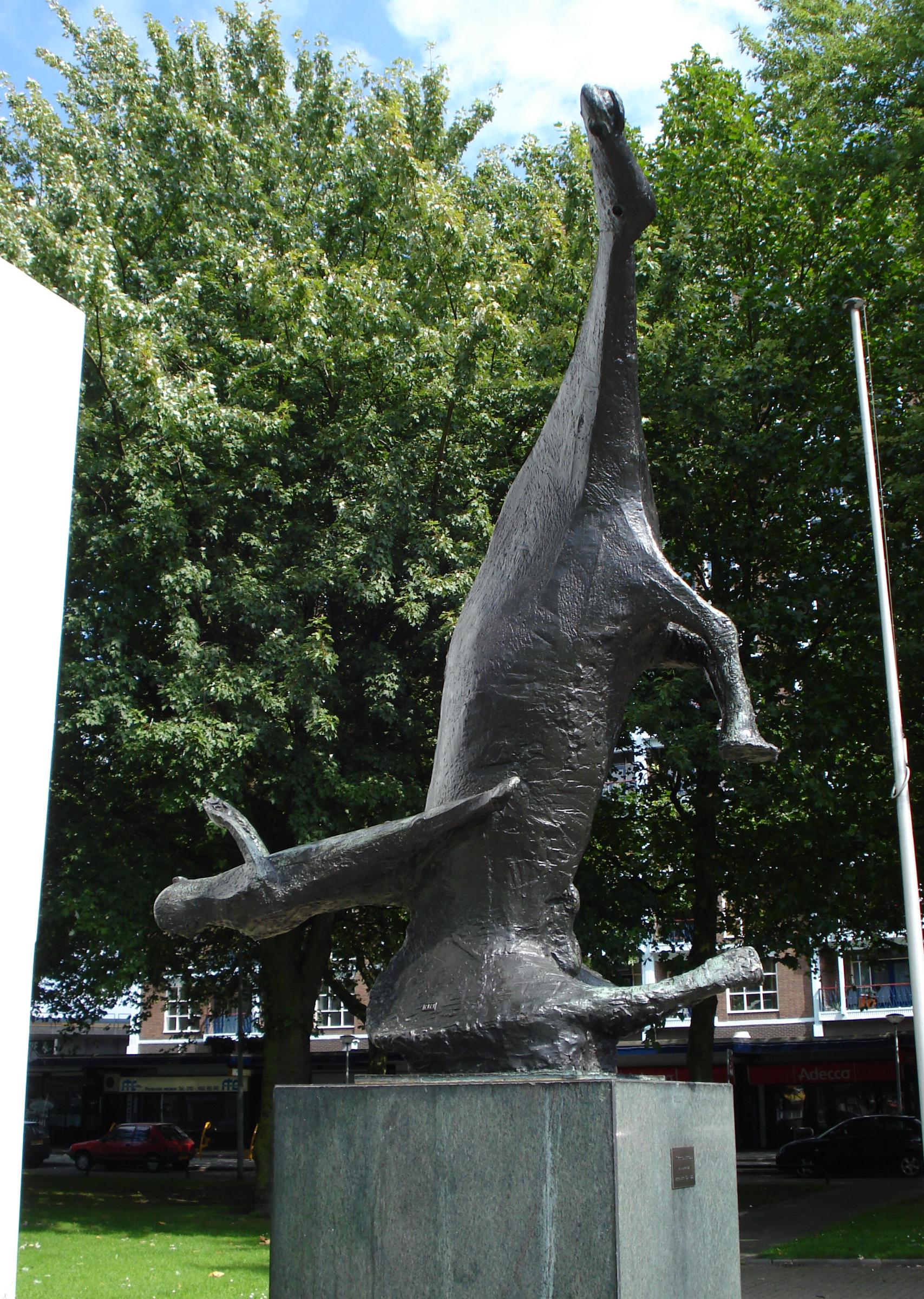
Il Grande Miracolo (1953) van Marino Marini in Rotterdam
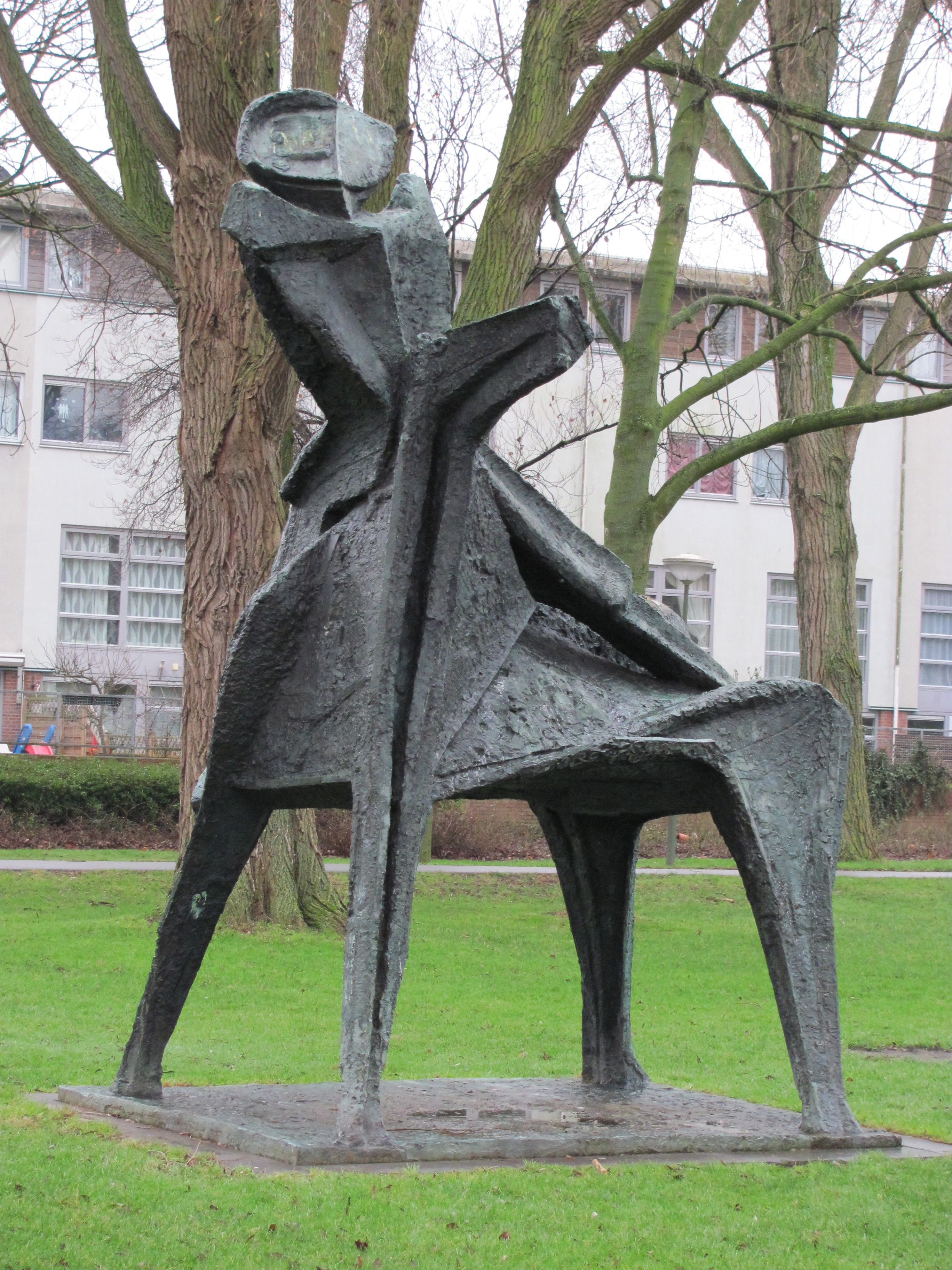
Paard en ruiter (1959) in Den Haag
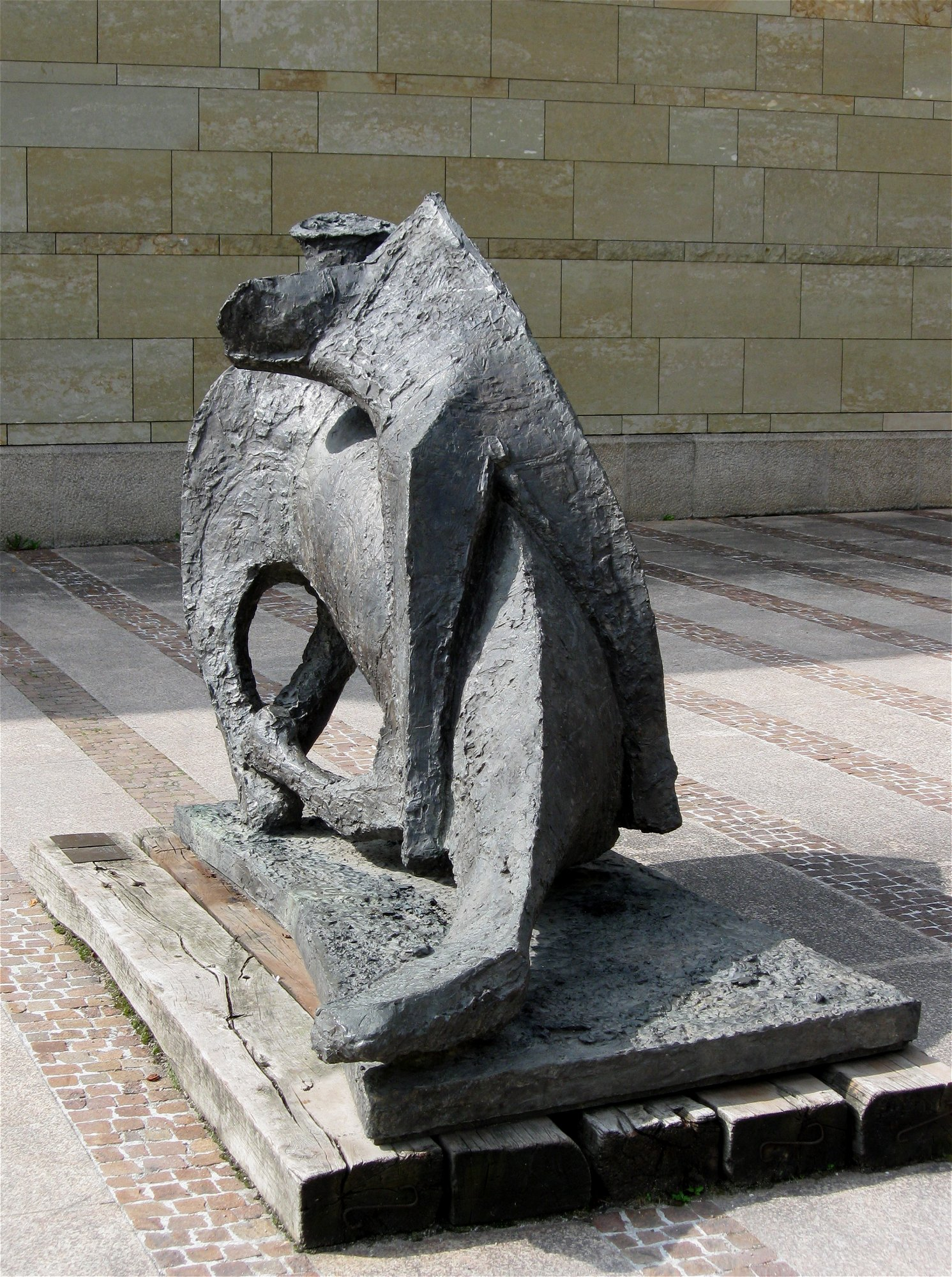
Miracolo (1959/60) in München
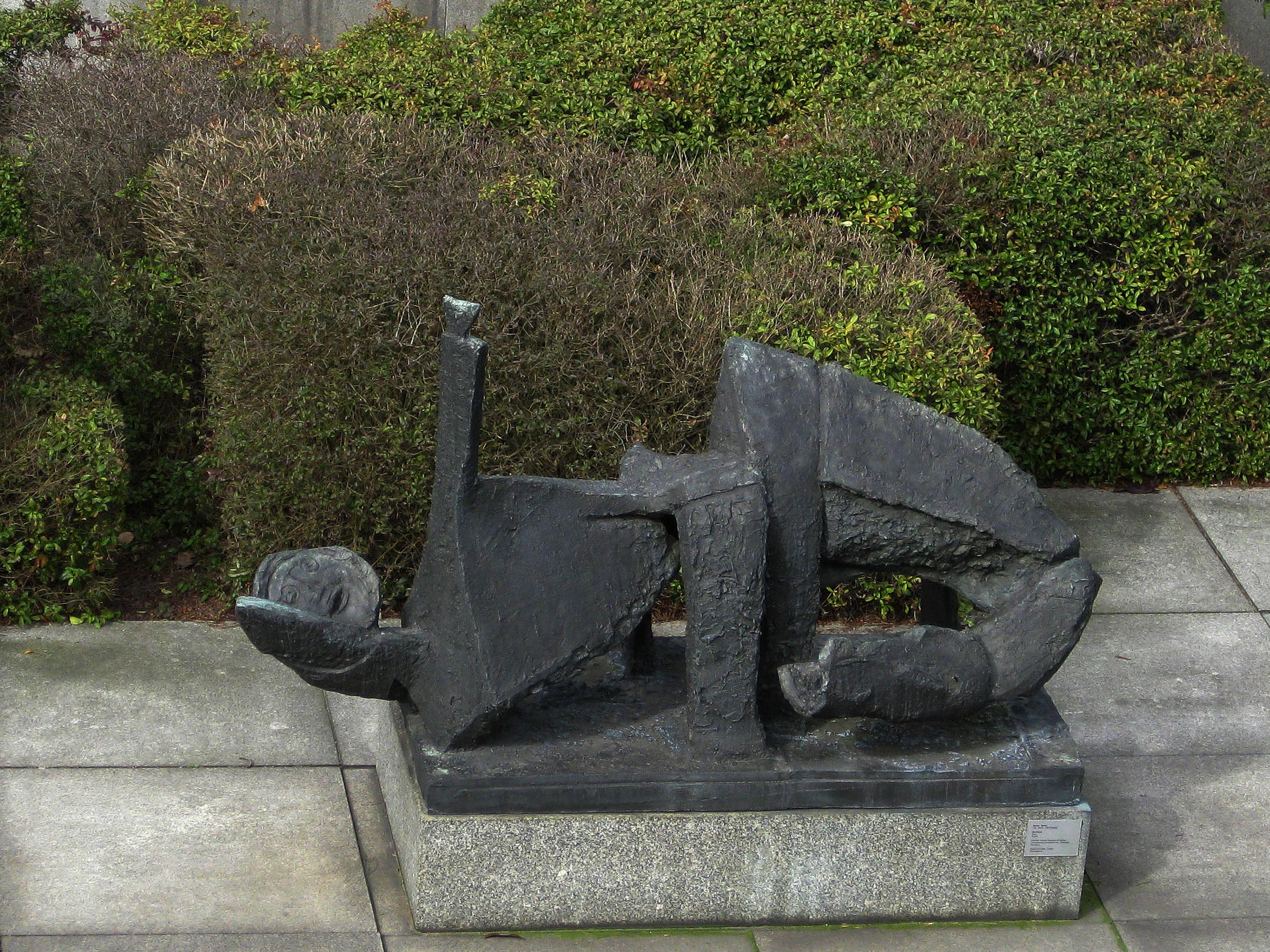
Der Schrei (1963) in Berlijn